# انجمن عناصر کمیاب ایران
انجمن عناصر کمیاب ایراننام انجمن علمی در حوزه عناصر کمیاب و علوم آزمایشگاهی است.